# Шмитц-Виденбрюк, Ханс
Ха́нс Шмитц-Виденбрю́к (нем. Hans Schmitz; 3 января 1907, Липпштадт, Провинция Вестфалия, Германская империя — 7 декабря 1944, Дюссельдорф, Провинция Вестфалия, Третий рейх) — немецкий художник.

## Биография
Родился 3 января 1907 в Липпштадте.
В 1923 году стал учеником, а затем работником в мастерской известного церковного художника Генриха Репке.
В 1940 году с подачи Йозефа Геббельса стал профессором Дюссельдорфской академии художеств.

## Творчество
Наиболее известной работой художника является триптих «Один народ — одна нация» (1941) также известный как «Рабочие, крестьяне и солдаты». После окончания Второй мировой войны работа была  вывезена из Германии в США как нацистская пропагандистская картина. Там её разбили на три отдельные части, считающиеся сами по себе «безвредными». В 2000 году боковые панели триптиха были возвращены Германии и хранились в запаснике Немецкого исторического музея в Берлине, а центральная часть осталась в США. В 2007 году на проходившей в Немецком историческом музее в Берлине выставке «Искусство и пропаганда в конфликте стран: 1930—1945» (нем. Kunst und Propaganda im Streit der Nationen 1930–1945) все три части на время были вновь воссоединены.

Историк искусства И. М. Голомшток отмечал:
«„Триада из рабочего, крестьянина и солдата как равных участников социального производства — это частная тема (в искусстве), и её можно было бы определить как почти topos идеологии национал-социализма“, — замечает по этому поводу Б. Гинц. Термин „национал-социализм“ в этом определении можно с полным основанием заменить более емким — „тоталитаризм“. Одним из наиболее часто репродуцируемых произведений был в Третьем рейхе триптих Г. Шмитц-Виденбрюка „Рабочие, крестьяне и солдаты“ (1941); в советской живописи, менее склонной к пластической символике, эта лозунговая тема часто воплощалась в декоративных росписях и панно: в павильонах Всесоюзной выставки достижений народного хозяйства, послевоенных станций московского метро и т. д.»
По мнению историка Ричарда Овери представленные в картине «все три столпа государства возведены в статус иконы, проводя национал-социалистический посыл арийской сплочённости и жертвенности»

В свою очередь кандидат исторических наук, доцент ИрГТУ И. А. Ковригина писала:
Если рассматривать иерархию социальных типов в изобразительном искусстве нацистского времени, то трудно найти какое-либо другое живописное произведение, которое столь прямо выражало бы социально-политические приоритеты нацистской идеологии, как триптих Ганса  Шмитца Виденбрюка «Рабочие, крестьяне и солдаты», впервые продемонстрированный на Большой выставке немецкого искусства в Мюнхене в 1940 г. Символика триптиха Ганса Шмитц-Виденбрюка совершенно ясна: все общественные силы подчинены войне: военная ориентация фашистской экономики и ориентация труда на цели войны. В этом плане картина явилась едва ли не прямым живописным воплощением политической программы нацистов.